# Marie-Jeanne de Lalande
Pour les articles homonymes, voir Delalande.
Marie-Jeanne Lefrançois de Lalande, née Harlay (1767-1832), est une astronome et mathématicienne française.

## Biographie
Marie-Jeanne Harlay, dite Amélie surnom donné par la duchesse Louise de Saxe-Gotha-Altenbourg, est née à Paris le 22 septembre 1767. Fille de Jean-François Harlay et d'Anne Elisabeth Cany, instituteurs à Paris.
Elle se marie, le 27 septembre 1788 en l'église Saint Nicolas des Champs à Paris avec Michel Lefrançois de Lalande  qui par ordonnance du Roi le 16 novembre 1835 prendra le nom, ainsi que ses descendants de Lefrançois de Lalande, son père Jean-Baptiste étant cousin du célèbre astronome Joseph Jérôme Lefrançois de Lalande. Lalande appelle Marie Jeanne « ma nièce » et parfois « ma fille » d’où une légende tenace qui fait de Marie Jeanne la fille naturelle de Lalande. Les recherches de Françoise Launay (« Le fabuleux destin de Marie Jeanne Harlay », L’astronomie, vol. 129, no 88 : 36, novembre 2015) ont montré qu’il n’en est rien.
Elle a quatre enfants, aux prénoms  bien choisis. Le premier Isaac tient son nom de Isaac Newton (1789-1855), futur polytechnicien et militaire, la deuxième Caroline (1790-1792) est née le jour où nous voyons à Paris pour la première fois la comète découverte par Caroline Herschel. La troisième   se prénomme Uranie, en référence à la muse de l'astronomie Uranie (1793-1822) et le quatrième Charles, Auguste Jérome ((1802-1865) deviendra avocat et commissaire priseur.
Le jeune couple reçoit une formation aux méthodes de calcul et d’observation en astronomie et forme alors l' équipe rapprochée de Jérome Lefrançois de Lalande. Très vite Marie Jeanne collabore avec son époux et Lalande à l’observation et la réduction des étoiles qui constitueront l’Histoire céleste française publiée par Lalande à partir de 1801.
Au fur et à mesure de leur observation et réduction, ces étoiles étoffent également les catalogues publiés dans la Connaissance des temps.
Elle a grandement contribué à plusieurs des travaux et ouvrages de son mari et de son "oncle" par alliance.
Pour Lalande, Marie Jeanne calcule aussi des tables horaires parues dans l’Abrégé de Navigation (1793).
Sa réputation en tant que femme scientifique est attestée par une anecdote liée à Carl Friedrich Gauss. En 1806, pendant la campagne de Prusse, il déclare « qu’il ne connaît qu’une française s’occupant de science, Madame Lefrançois de Lalande ».
Elle meurt en 1832 à l'âge de 65 ans.

## Œuvre
Elle a notamment calculé les Tables horaires de la marine publiées dans Abrégé de navigation historique théorique et pratique avec tables horaires (1793) de Joseph Jérôme Lalande. Ces tables permettent aux marins de déterminer leur position en mer en calculant la hauteur du Soleil et des étoiles. Elles valent à son père une des médailles que le Lycée des Arts décerne aux savants et aux artistes distingués.
Ses travaux sont intégrés à la Connaissance des Temps, éphémérides annuelles publiées par Lalande de 1794 à 1806.
En 1799, elle établit un catalogue de 10 000 étoiles.
En 1791, son expertise est telle qu'elle fait faire au fils de l'astronome Jean-Dominique Cassini  (dit Cassini IV), sa première observation au Collège de France.
Elle collabore également à la rédaction de l'Histoire céleste française de Lalande, publiée en 1801. L'ouvrage indique la position de 50 000 étoiles.

## Hommage
Le cratère De Lalande sur Vénus est nommé ainsi en son honneur.